# Svarttjärnen (Attmars socken, Medelpad, 690604-157146)
Svarttjärnen är en sjö i Sundsvalls kommun i Medelpad och ingår i Ljungans huvudavrinningsområde.